# هاووش
هاووش (به لاتین: Havuş، تا ۱ مارس ۲۰۰۳ آووش Avuş، به ارمنی: Ավուշ) یک منطقه مسکونی در جمهوری آذربایجان است که در شهرستان شرور واقع شده است. هاووش ۱۱۴ نفر جمعیت دارد.